# Julia Whelan
Julia Whelan est une actrice américaine née le 8 mai 1984, connue principalement pour son rôle de Grace Manning dans la série Deuxième chance où elle joue aux côtés de Shane West.
Parallèlement à sa carrière, elle poursuit des études de psychologie.

## Filmographie
- 1998 : 15 ans et enceinte (Fifteen and Pregnant) (TV)
- 2002 : La Vie secrète de Zoé (The Secret Life of Zoey) (TV)
- 2013 : L'Héritage de Katie (The Confession) (TV)